# Dinajpur (zila)
Danajpur (Bengaals: কুড়িগ্রাম) is een district (zila) in de Ranpur divisie in noord Bangladesh aan de grens met India.